# Камин
Камин или огњиште је конструкција направљена од опеке, камена или метала, дизајнирана да у њој гори ватра. Камини се користе због опуштајућег амбијента који стварају и за грејање просторије. Савремени камини разликују се по топлотној ефикасности, зависно од дизајна. 
Историјски су коришћени за грејање станова, кување и грејање воде за прање веша и кућну употребу. Ватра се налази у ложишту; димњак или друга врста одвода омогућава излазак издувних гасова. Камин може имати следеће: темељ, огњиште, ложиште, оквир, куку (користи се у кухињи и у праоницама), решетку, горњу греду, пригушивач, димну комору, грло, одвод и димни филтер. 
Организације попут Агенције за заштиту животне средине Сједињених Држава и Одељења за екологију Вашингтона упозоравају да, према разним студијама, камини могу да представљају значајан ризик по здравље.  ЕПА пише "Дим може да мирише добро, али није добар за вас." 

## Врсте камина
- Произведени камини израђени су од лимених или стаклених кућишта за ватру.
- Електрични камини могу бити замена за коришћење дрвета или гаса.
- Неколико врста су: зидни електрични камини, електричне пећи, електрични камини и фиксни или слободно стојећи електрични камини.

Зидани и монтажни камини могу користити: 
- Дрвено гориво или огревно дрво и другу врсту биомасе
- Угљен (карбонизована биомаса)
- Угаљ разних врста
- Кокс (карбонизовани угаљ)
- Гориво без дима (неколико врста)
- Запаљиве гасове: пропан, бутан и метан (природни гас је углавном метан, течни нафтни гас је углавном пропан)
- Етанол (течни алкохол, који се такође продаје у облику гела)

- Традиционални хималајски тандор
- Камин на дрва
- Камин на плин
- Електрични камин
- Традиционално српско огњиште
- Камин у Хотелу „Колиба” Грза који служи за грејање сале али и за централно грејање

 Камини без прозрачивања се напајају било гелом, течним пропаном, гасом у боци или природним гасом. У Сједињеним Државама, неке државе и окрузи имају законе који ограничавају ове врсте камина. Морају бити одговарајуће величине према површини која се греје. Постоје и проблеми у контроли квалитета ваздуха због количине влаге коју испуштају у собни ваздух, а сензори за кисеоник и угљен моноксид су основни елементи безбедности. 
Камини са директним одзрачивањем користе или течни пропан или природни гас. Потпуно су изоловани од простора који се греје и одстрањују све издувне гасове до спољашње стране зграде. 
Типови димњака и одушака: 
- Зидани (од опеке или камена).
- Димњаци од армираног бетона. Ови димњаци често показују спољашње вертикалне пукотине.
- Метални: Метална цев са двоструким или троструким зидом.

Новоизграђени димњаци могу имати поклопац, капу и одвајач искре на врху да се мале животиње сачувају и да се спречи да се искре испуштају у атмосферу.  

### Прибор
Широк распон додатака користи се уз камине који се налазе у разним земаљама, регионима и током разних историјских периода. Уобичајено у новијим западним културама су решетке, противпожарни ормари, сандучићи са цепаницама, држачи цепаница и корпе са пелетом. Решетка је оквир, обично од гвоздених шипки, која штеди гориво за ватру. Леђа камина од тешких метала се понекад користе за хватање и поново зрачење топлоте, за заштиту стражњег дела камина и као украс. Заштитне ограде су ниски метални оквири постављени испред камина да задрже жар, чађ и пепео. За одржавање камина, алати укључују покере за џарање, мехове, хватаљке, лопате, четке и сталке за алате.  

## Историја
Древна огњишта за ватру су се понекад градила у земљи, у пећинама или у центру колибе или стана. Докази о праисторијским огњиштима које је створио човек постоје на свих пет насељених континената. Недостатак раних огњишта у затвореним просторима био је тај што су се у просторији стварали отровни и/или иритирајући дим. 
Огњишта-јаме су се развила у подигнута огњишта у зградама, али одзрачивање дима зависило је од отворених прозора или рупа на крововима. Средњовековна велика дворана обично је имала централно смештено огњиште, где је отворена ватра горела, уз дим који се дизао до отвора у крову. Дрвени шалони су се појавили током средњег века како би се омогућило покривање отвора за кров да киша и снег не би улазили. 
Такође током средњег века, изумљени су димне надстрешнице како би се спречило ширење дима кроз просторију и вршило избацивање кроз зид или кров. Они су постављани уз камене зидове, уместо да заузимају средину собе, а то је омогућило загревање мањих просторија. 
Димњаци су измишљени у северној Европи у 11. или 12. веку и у великој мери су решили проблем дима, поузданије испуштајући дим напољу. Омогућили су да се камину дода промаја, а такође је било могуће и повољно поставити камине у више просторија у зградама. Међутим, они нису одмах ушли у општу употребу, јер су били скупи за изградњу и одржавање. 
1678. године, принц Руперт, нећак Карла I, подигао је решетку камина побољшавајући проток ваздуха и одзрачивање. У 18. веку дошло је до два важна дешавања у историји камина. Бенџамин Френклин развио је конвекцијску комору за камин која је значајно побољшала ефикасност камина и пећи на дрва. Такође је побољшао проток ваздуха. У касном 18. веку, гроф Румфорд дизајнирао је камин са високим плитким ложиштем који је био бољи за извлачење дима из зграде. Плитки дизајн је такође значајно побољшао количину зрачења топлоте која се избацује у собу. Румфордов дизајн је основа модерних камина. 
Естетски покрет 1870-их и 1880-их базирао се на камену и одбацио је непотребне украсе. Радије се ослањао на једноставне дизајне са мало непотребних украса. У 1890-им, естетски покрет уступио је место Покрету уметности и заната, где је још увек нагласак стављен на обезбеђивање квалитетног камена. Камени камини су у то време били симбол просперитета, што је у одређеној мери и данас појам.

### Еволуција дизајна камина
Временом се намена камина променила из потребе у визуелну важност.
Много недостатака утврђено је у дизајну раних камина. Упоредо са индустријском револуцијом, уследиле су и велике изградње станова, захтевајући стандардизацију камина. Најпознатији дизајнери камина овог доба била су браћа Адам. Они су усавршили стил дизајна камина који се генерацијама користио. Био је мањи, јаче осветљен, са нагласком на квалитету материјала који се користе у њиховој изради, уместо на њиховој величини. 

Од 1800-их већина нових камина била је састављена из два дела, спољашњег и унутрашњег. Оквир се састојао од горње плоче и бочних носача, обично од дрвета, мермера или гранита. Унутрашњост је било место где је ватра горела, од ливеног гвожђа, са леђима од украсних плочица. Осим што пружају топлоту, сматрало се да камини викторијанске ере додају угодан амбијент кућама. 
- Декор за камин
- Мермерни камин у зеленој трпезарији Катарине Палас. Неокласицистички декор Чарлса Камерона из 1779.
- Камин у великој дворани дворца Кардиф. Викторијански готски украс Вилиам Бургес, 1873.
- Арт Нуво, Михаил Врубел, 1899.

## Ефикасност грејања
Неки камини садрже дуваљку, која преноси више топлоте камина у ваздух конвекцијом, што резултира равномернијим загрејаним простором и мањим оптерећењем грејања. Ефикасност камина се такође може повећати употребом леђног дела од ливеног гвожђа, то је комад метала који стоји иза ватре и одбија топлоту у собу. Леђа се традиционално праве од ливеног гвожђа, али се такође праве и од нерђајућег челика.
Већина старијих камина има релативно ниску оцену ефикасности. Стандардни, савремени зидани камини на дрва пак имају ефикасност од најмање 80% (законски минимум захтева, на пример у Салцбургу, Аустрија). Да би се побољшала ефикасност, камини се такође могу модификовати уметањем посебних тешких ложишта дизајнираних да сагоревају много чистије и могу да достигну ефикасност и до 80% у загревању ваздуха. Ови модификовани камини често су опремљени великим  прозором, што омогућава ефикасан процес грејања у две фазе. Током прве фазе почетна топлота се обезбеђује кроз велики стаклени прозор док ватра гори. За то време конструкција, изграђена од ватросталне опеке, апсорбује топлоту. Та топлота током друге фазе равномерно зрачи више сати.  

## Утицаји на здравље

### Дрво
Чланак објављен у часопису "Journal of Toxicology and Environmental Health" (Часопис о токсикологији и здрављу животне средине) закључује да постоји велика разноликост здравствених ризика које представља сагоревање стамбеног простора. 
Министарство за екологију у Вашингтону је такође објавило књижицу у којој објашњава зашто дим од дрва може бити опасан. Објашњава да људски плућни и респираторни систем нису у стању да филтрирају честице које се емитују при сагоревању дрва, а које продиру дубоко у плућа. Током више месеци, хемикалије које изазивају рак могу да изазивају промене и структурно оштећење респираторног система. Мала деца, старије особе, труднице, пушачи и људи са респираторним поремећајима су најугроженији. Дим од дрвета може да изазове болест, па чак и смрт код деце, јер је повезан са инфекцијама доњих дисајних путева. Камини у кућама узроковали су фатално тровање угљен-моноксидом.

### Гасови и етанол
Пропан, бутан и метан су запаљиви гасови који се користе у каминима (природни гас је углавном метан, течни нафтни гас, углавном пропан). Ако им се дозволи да се акумулирају несагорени, гасови могу изазвати асфиксију,  и експлозије. Пожари од етанола (течност, такође и у облику гела) такође могу да изазову озбиљне опекотине.
Сагоревање угљоводоника може изазвати загађење ваздуха у затвореним просторима. Емисије укључују честице материје у ваздуху (попут црног угљеника) и гасове попут азотних оксида. Они штете здрављу: слабе имуни систем и повећавају инфекције, крвни притисак, кардио-васкуларне смрти и отпорност на инсулин. Неки облици горива су штетнији од других.
Непотпуно сагоревање угљоводоничних горива може произвести угљен-моноксид, који је веома отрован и може да изазове смрт и дугорочне неуролошке проблеме.

## Еколошки утицаји
Сагоревање било којег угљоводоничног горива ослобађа угљен диоксид и водену пару. Остале емисије, као што су азотни оксиди и сумпорни оксиди, могу бити штетне за животну средину. 